# Carmolândia
Carmolândia est une municipalité brésilienne située dans l'État du Tocantins.